# Neoscona arabesca
Neoscona arabesca là một loài nhện trong họ Araneidae.
Loài này thuộc chi Neoscona. Neoscona arabesca được Charles Athanase Walckenaer miêu tả năm 1842.

## Hình ảnh

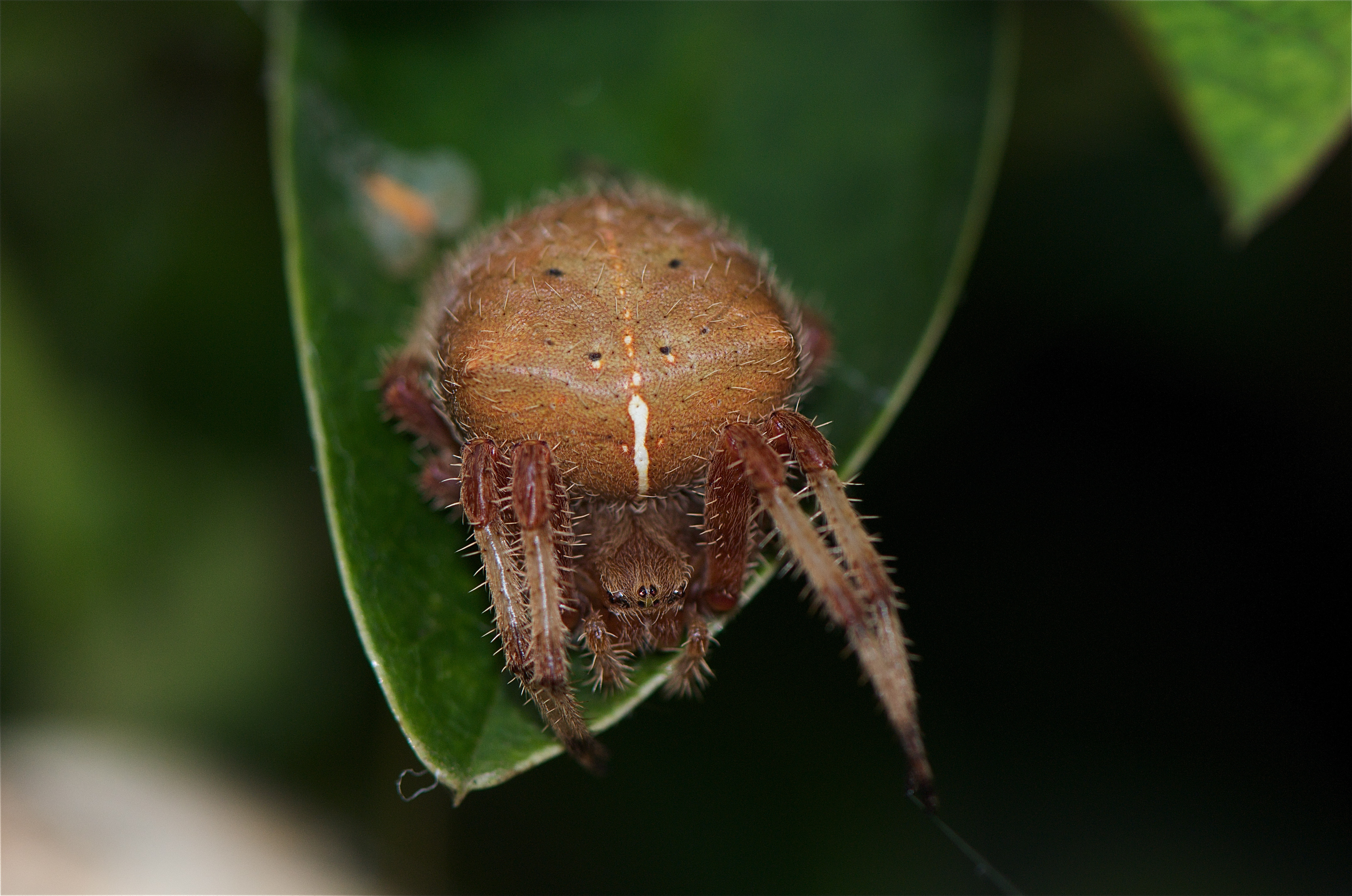
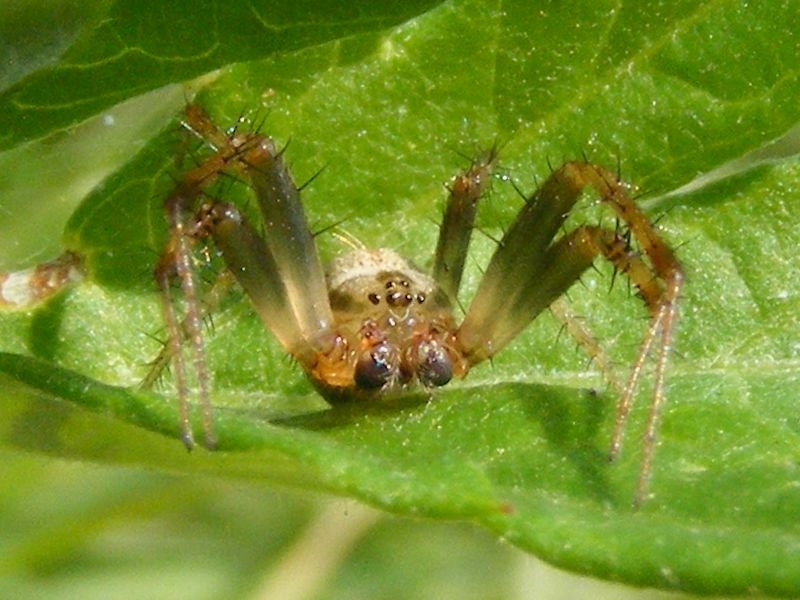
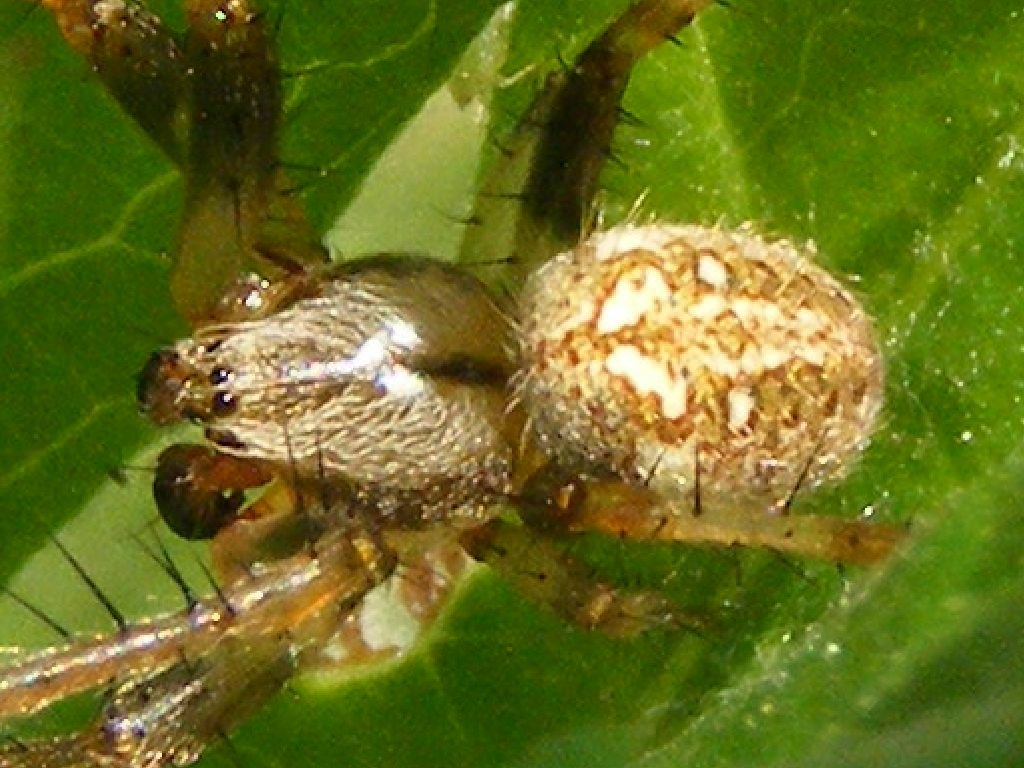
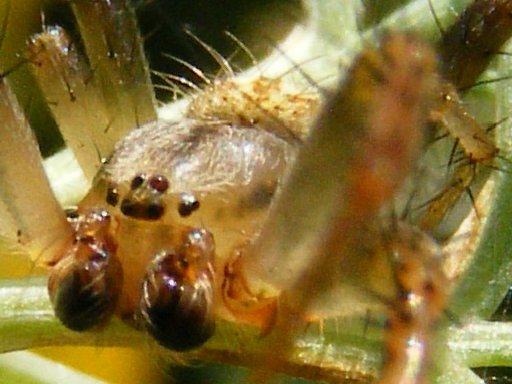